# Distrito de Cristo Nos Valga
El distrito de Cristo Nos Valga es uno de los seis que conforman la provincia de Sechura ubicada en el departamento de Piura en el norte del Perú.
Desde el punto de vista jerárquico de la Iglesia católica, forma parte de la arquidiócesis de Piura.

## Historia
El distrito fue creado mediante Ley n.º 15434 del 19 de febrero de 1965, en el primer gobierno del Presidente Fernando Belaúnde Terry.

En el año 1965 cuando la población electoral era de aproximadamente 250 personas, José Manuel Amaya Temoche, llega a ser elegido democráticamente para ejercer el cargo de primer Alcalde de la municipalidad de CRISTO NOS VALGA. junto a sus regidores: Oswaldo Quezada Chunga, Ignacio Fiestas Pazo, Benito Rumiche zeta, Paulino chunga Vite y Claudio pazo.
Durante su gestión se adquirió el primer grupo electrógeno que funcionaba para fechas especiales para alumbrado público, así como días festivos y compromisos, ya que no se contaba con energía eléctrica. También se designó las áreas de terreno para futuras escuelas 14048 y 14049 también una para mercado en lo que es hoy el AA.HH Alberto Álvarez que posteriormente fue posesionado por pobladores.
Trabajó arduamente para dejar la base de una Municipalidad distrital que se iniciaba de la mano de Orlando Balarezo Calle, alcalde de Piura y posteriormente integrante de la cámara de diputados.
Le quedó corto sus 3 años de gestión donde transmitió a su gente el amor por su pueblo, y el deseo de superación a través de la educación ya que tenía la experiencia de que teniendo solo el tercer grado de primaria había llegado a ser la máxima autoridad del distrito.

## Geografía
Tiene una superficie de 234,37 km².

## Atractivos turísticos
- Complejo arqueológico Las Huacas del Desierto, ubicado al Oeste del macizo de Illescas y se caracteriza por ser una playa resguardada por formas rocosas. Se encontró fragmentos cerámicos de diversos estilos y épocas: vasijas naranja finas, vasijas de base circular y pedestal "piel de ganso", fragmentos rojos con decoración paleteada, más otros con aplicaciones y relieves además de restos utilitarios y un anzuelo de cobre, conchas Spondylus.

- Estuario de Virrila, ubicado a 20 km al sur de Sechura, tiene un total de 7 000 ha, de las cuales 1 350 ha forman el espejo de agua y el resto es desierto. El estuario se origina por la incursión de agua de mar hacia el continente debido a que está por debajo del nivel del mar (depresión más baja de Sur América), por un ramal del río Piura que ocasionalmente recibe agua dulce. Por esta razón, este lugar cuenta con una gran variedad de especies hidrobiológicas como la liza y la tilapia, que a su vez, alimentan a diversas aves migratorias. Hábitat natural de flamencos, pelícanos, gaviotas, etc.

- Laguna Ñapique, ubicada a 15 km al este de Sechura, tiene una extensión variable entre 150-300 has, su volumen está en relación directa con el proceso de infiltración de aguas provenientes del río Piura. En sus aguas abundan lizas, carpas, chapalos y truchas. Hábitat de flamencos, garzas blancas, patos nativos y otras especies migratorias. Durante la época de verano, las lluvias en esta parte del país aumenta de manera importante el volumen de sus aguas.

- Laguna Ramón, ubicada a 15 km al este de Sechura, con 12 km² de espejo de agua, con 13.6 m de profundidad, se interconecta con la laguna de Ñapique. Alberga fauna endémica como: gaviotas, flamencos, patillos y otras aves migratorias. Predominando el algarrobo, seguido del sapote y en menor proporción, del vichayo. Peces como la lisa, la tilapia, el róbalo.

## Autoridades

### Municipales
- 2019 - 2022[3]
  - Alcalde: Ángel Agurto Pingo, de Región para Todos.
  - Regidores:

  1. Alejandro Tume Ruiz (Región para Todos)
  2. Isaac Zeta Collazos (Región para Todos)
  3. Mary Antonella Belupu Álvarez (Región para Todos)
  4. Aris Margot Chunga Purizaca (Región para Todos)
  5. José Miguel Purizaca Eche (Movimiento Independiente Fuerza Regional)

Alcaldes anteriores
- 2015-2018:[4] José Augusto Quiroga Cherre, del Movimiento Regional Seguridad y Prosperidad (MRSP).
- 2011-2014:[5] Angel Agurto Pingo, del Movimiento Unidos Construyendo (UC).
- 2007-2010: Angel Agurto Pingo.

### Policiales
- Comisario: Sargento PNP .